# Imatge mental
El terme imatge mental és utilitzat en filosofia, en el camp de la comunicació i psicologia cognitiva per descriure la representació cerebral memoritzada o imaginada d'un objecte físic, concepte, idea o situació. La capacitat especialment desenvolupada dels éssers humans a formar, emmagatzemar i utilitzar imatges mentals per comprendre l'entorn i comunicar-se amb altres, està estretament relacionada amb la intel·ligència humana. Els biòlegs i antropòlegs estan dividits sobre aquest tipus de capacitat en altres espècies. Aquest debat, ara en la biologia, és generalment ignorat en altres àrees que tendeixen a centrar-se en la cognició humana. No obstant això, la intel·ligència adaptativa, ja sigui humana o animal, sembla estar fortament vinculada a la capacitat d'emmagatzemar, processar i desenvolupar un capital d'imatges i representacions mentals.